# Lily Allen

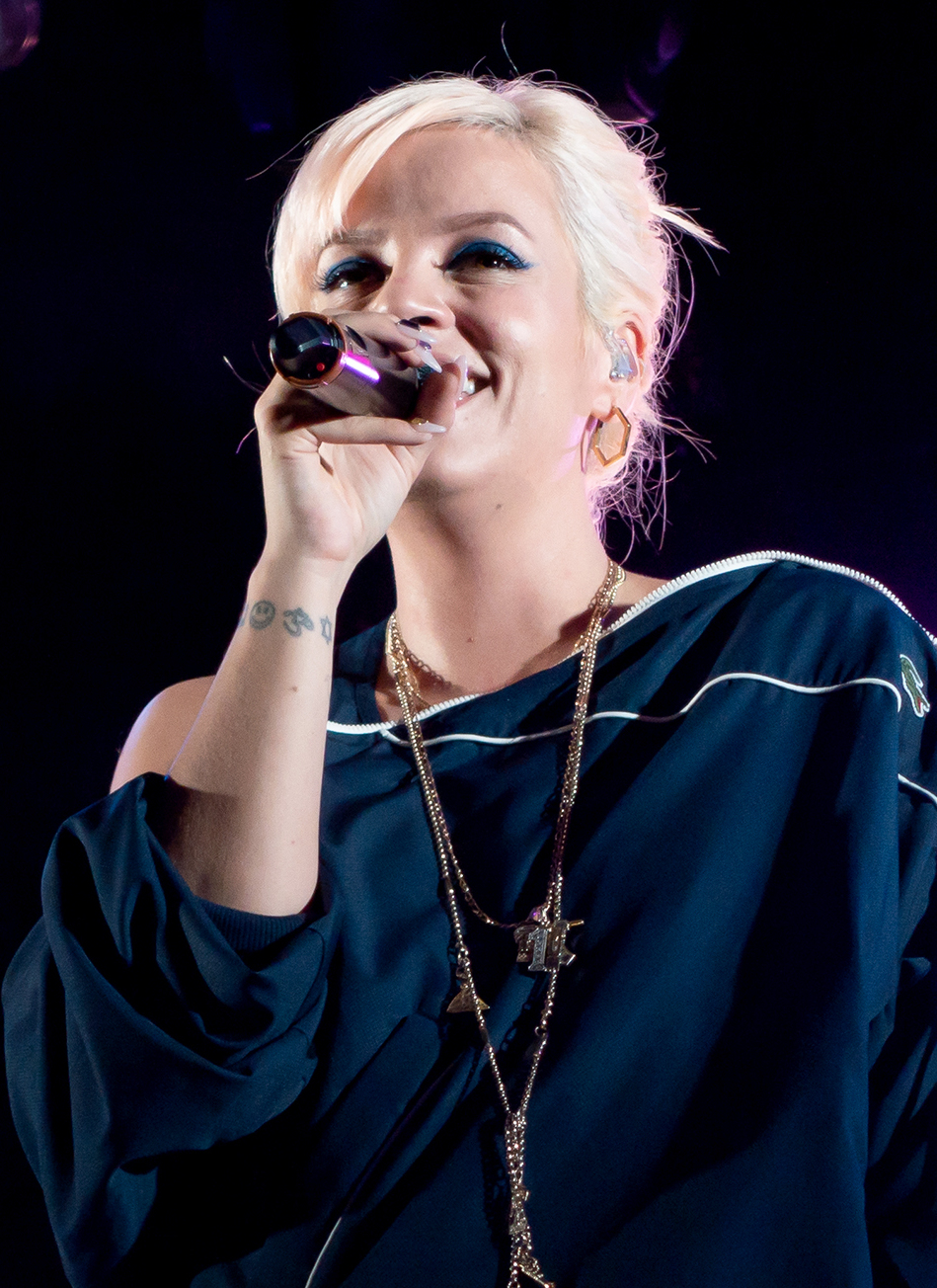
Lily Allen (2018)

Lily Rose Beatrice Allen (* 2. Mai 1985 in Hammersmith, London) ist eine britische Popsängerin, Songwriterin und Schauspielerin. Der kommerzielle Durchbruch gelang ihr im Sommer 2006 mit ihrer Debütsingle Smile.

## Biografie
Lily Allen wurde als Tochter des Schauspielers und Komikers Keith Allen und der Filmproduzentin Alison Owen geboren. Ihr Vater trennte sich von der Familie, als sie vier Jahre alt war. Durch häufige Umzüge besuchte sie zwischen ihrem sechsten und fünfzehnten Lebensjahr dreizehn verschiedene Schulen. Wiederholt wurde sie auch verwiesen. Schließlich kam sie auf ein Internat, das sie mit 15 Jahren verließ. Sie begann eine Ausbildung zur Floristin, die sie nach kurzer Zeit wieder abbrach. Sie kam früh mit Drogen in Berührung. Nach eigener Aussage befand sie sich im Alter von 16 und 19 Jahren die meiste Zeit im Cannabisrausch. Ihr Bruder ist Alfie Allen, bekannt als Theon Graufreud aus der Fantasyserie Game of Thrones. Ihm widmete sie das Lied Alfie auf ihrem Debütalbum Alright, Still.
Im Januar 2008 hatte Allen eine Fehlgeburt, als sie vom Musiker Ed Simons von der Band The Chemical Brothers schwanger war. Im Oktober 2010 erlitt sie im sechsten Schwangerschaftsmonat eine Totgeburt. In der folgenden Woche wurde sie mit einer Blutvergiftung ins Krankenhaus eingeliefert.
Im dritten Monat schwanger heiratete Allen am 11. Juni 2011 Sam Cooper in der „St. James the Great“-Kirche in Cranham, Gloucestershire. Am 25. November 2011 brachte sie eine gesunde Tochter zur Welt. Am 8. Januar 2013 wurde ihr zweites Kind, ebenfalls ein Mädchen, geboren. Die Ehe mit Sam Cooper wurde im Juni 2018 geschieden. Am 9. September 2020 heiratete sie den US-amerikanischen Schauspieler David Harbour, sie hatten sich im Jahr zuvor kennengelernt. Sie trennten sich Ende 2024.

## Musikalische Karriere

### 2005–2007: Karrierebeginn mitAlright, Still
Während eines Familienurlaubs auf Ibiza lernte Allen den Musikagenten George Lamb kennen, der sie mit den Musikproduzenten Future Cut in Kontakt brachte. Nachdem die beiden ihre selbstverfassten Liedtexte lasen, schrieben sie auf dieser Basis einige Titel. Sie sandte ihre Demobänder an verschiedene Plattenfirmen. Schließlich erhielt sie Ende 2005 einen Vertrag bei Regal Records (Parlophone/EMI).
Obwohl ihre erste Single Smile 2006 zu den bestverkauften in Großbritannien zählte und sich das Album Alright, Still nicht als Ladenhüter herausstellte, ging Allen bei der Verleihung der BRIT Awards 2007 (vier Nominierungen in den Kategorien: Sängerin, Album, Song, Newcomer) leer aus. Sie ist auch auf Robbie Williams’ Album Rudebox als Backgroundsängerin zu hören, unter anderen auf Bongo Bong/Je ne t’aime plus, einem Cover von Manu Chao und Keep On. Außerdem ist sie auf Commons Album Finding Forever in dem Song Drivin’ Me Wild zu hören. Zudem war sie auch als Backgroundsängerin zum 2008 erschienenen dritten Album Off with Their Heads der Kaiser Chiefs zu hören. Deren Song Oh My God wurde 2007 von Mark Ronson gecovert, wobei sie dafür den Gesang beisteuerte. Dieser Song erreichte Platz 8 in Großbritannien.
Von Februar bis April 2008 moderierte Allen die Talkshow Lily Allen and Friends auf BBC Three.

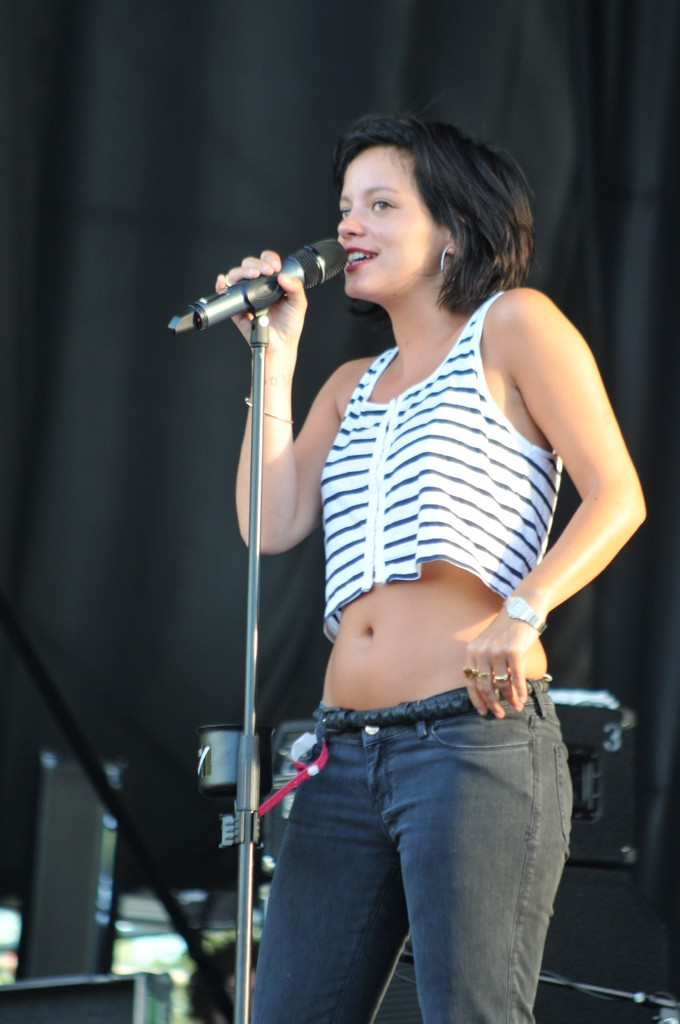
Allen beim INmusic Festival in Kroatien (2009)

### 2008–2010:It’s Not Me, It’s You
Als erste Single zu Allens zweitem Album It’s Not Me, It’s You, welches am 6. Februar 2009 erschien, wurde das Lied The Fear ausgekoppelt. Nachdem es bereits seit dem 5. Dezember 2008 als Einzelstück bei diversen Downloadplattformen erhältlich war, folgte die physische Veröffentlichung am 23. Januar 2009. Am 8. Mai 2009 folgte der Song Not Fair als Single.
Im September 2009 kritisierte Allen öffentlich nicht bezahlte Musik-Downloads und richtete einen eigenen Anti-Filesharing-Blog unter dem Titel „It’s not alright“ ein, in dem sie sich über Filesharer empörte. Kurze Zeit später wurde sie selbst des Filesharings überführt und erntete daraufhin Spott für ihre Doppelmoral. Zudem wurde kritisiert, dass sie zu Beginn ihrer Karriere ihren Aufstieg durch kostenfreie Musik-Downloads selbst befördert und das Internet als Marketing-Werkzeug benutzt hat und dies nun als erfolgreiche Musikerin verbieten wolle. Wenige Tage später stellte sie ihren Blog mit der Begründung ein, dass ihr „die Beschimpfungen zu viel“ wurden. Über Twitter erklärte sie, dass sie ihren auslaufenden Plattenvertrag nicht erneuern würde und sich die Sache mit dem Geldverdienen mit der Musik für sie erledigt habe und sie sich auf ihre schauspielerische Arbeit konzentrieren wolle. Ende 2009 erklärte sie, „Facebook, Bloggen, das war zu einer Sucht geworden“, sie würde davon nun völlig Abstand nehmen und keine modernen Kommunikationsmittel mehr benutzen. Ende 2011 begann sie wieder regelmäßig via Twitter zu kommunizieren.
Am 30. Oktober 2009 erschien die Single 22 auch in Deutschland. 2010 wurde ihre Zusammenarbeit mit dem britischen Rapper Professor Green veröffentlicht. Der Song Just Be Good to Green erreichte in Großbritannien Platz 5 der Charts.
Am 20. Juni 2012 gab Allen via Twitter bekannt, dass sie im Studio zusammen mit Greg Kurstin an neuer Musik arbeite, was im August 2012 auch von ihrer Pressesprecherin bestätigt wurde.
Der Song True Love, der sich auf Pinks sechstem Studioalbum The Truth About Love befindet, ist ein Duett der beiden Sängerinnen und wurde von Allen mitgeschrieben. Die Single erschien Mitte Juli, Allen benutzte dabei ihren Ehenamen Lily Rose Cooper.

### 2012–2014:Sheezus

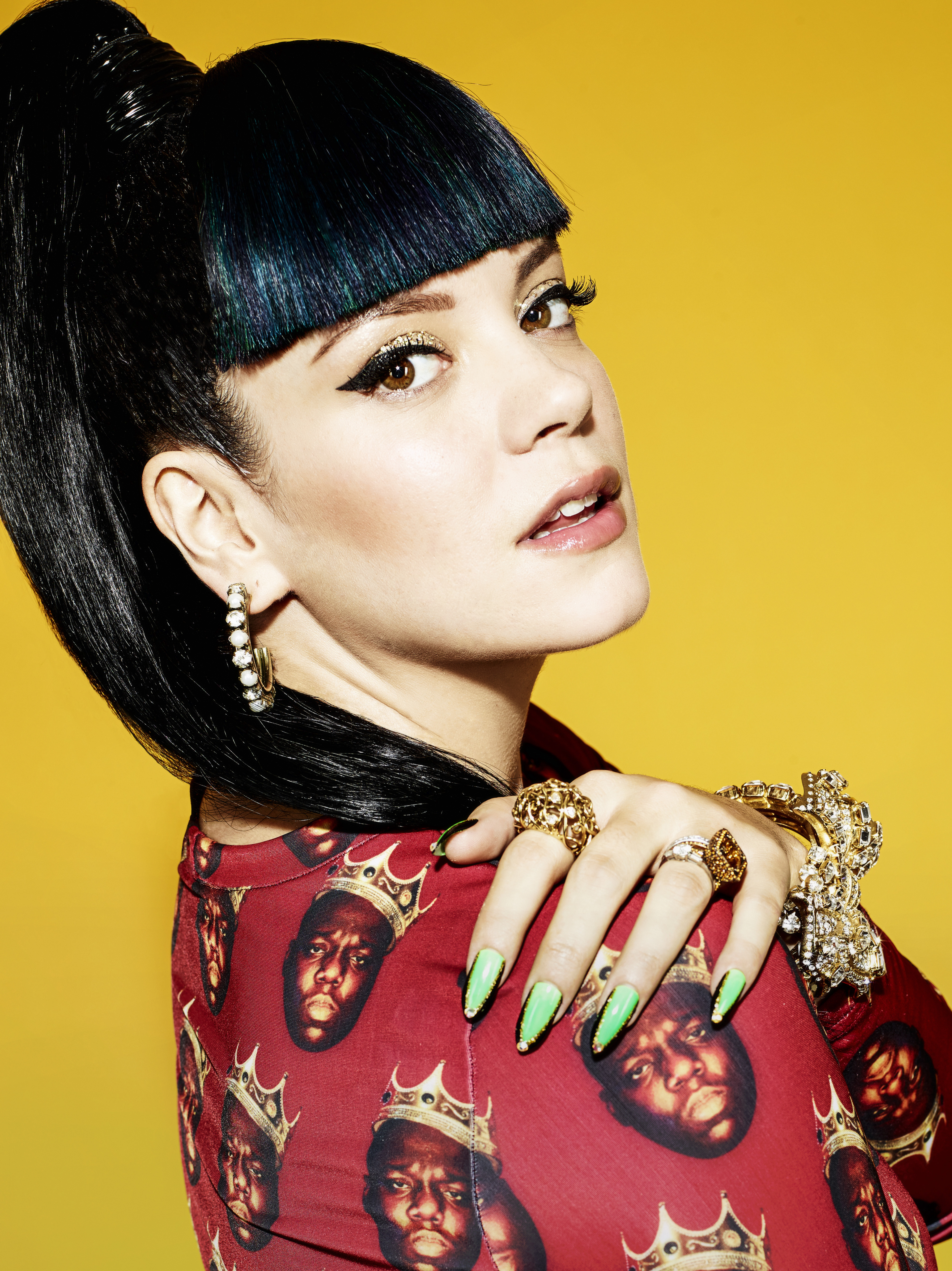
Allen (2013)

Am 13. November 2013 erschien das Musikvideo zur neuen Single Hard out Here, welches Allen wieder unter ihrem gewohnten Künstlernamen Lily Allen veröffentlichte. Für das Video engagierte sie sechs Tänzerinnen, die im Bikini explizite Tanzeinlagen durchführen. Das Lied als auch das Video sind angelehnt an Musikerkollegen wie Robin Thicke und Miley Cyrus, die ihrer Ansicht nach viel zu viel „Haut zeigen“, um im Musikgeschäft erfolgreich zu sein. Die Single selber erschien in Großbritannien eine Woche nach dem Video, wo sie Platz 9 erreichte. In Deutschland wurde der Song im Januar 2014 als Titelmusik zur achten Staffel der Show Ich bin ein Star – Holt mich hier raus! eingesetzt. Die Single erreichte daraufhin Platz 2 der deutschen Charts und ist somit ihr erster Top-10-Hit. Des Weiteren veröffentlichte sie Ende November 2013 für die Weihnachtswerbung des Unternehmens John Lewis eine Coverversion des Songs Somewhere Only We Know der Band Keane, welche Platz 1 der britischen Singlecharts erreichte. Dadurch erreichten zwei ihrer Songs gleichzeitig die Top 10 der Singlecharts in Großbritannien.
Am 14. Januar 2014 folgte die Premiere der zweiten Single Air Balloon des dritten Studioalbums Sheezus auf dem britischen Radiosender BBC One. Am 7. Februar präsentierte Allen das offizielle Video zu dem Song auf der Videoplattform YouTube. Dessen Veröffentlichung erfolgte am 2. März 2014. Am 21. Februar 2014 verkündete sie, dass ihr drittes Studioalbum den Titel Sheezus trägt, in Anlehnung an Kanye Wests Yeezus. Die Trackliste des am 5. Mai 2014 erschienenen Albums wurde am 10. März 2014 bekanntgegeben. Außerdem wurde das Video der dritten Auskopplung Our Time des Albums auf YouTube veröffentlicht, welche am 27. April 2014 erschien. Als weitere Singles wurden URL Badman und As Long As I Got You veröffentlicht.

### Seit 2015:No Shame
Noch vor der Veröffentlichung von Sheezus gab Allen bekannt, dass sie an einem vierten Studioalbum arbeite. Bis Mai 2015 verbrachte sie die meiste Zeit in Los Angeles, wo sie gemeinsam mit Sean Paul im Studio war, um neue Songs aufzunehmen. Am 1. August 2015 präsentierte sie den Track You’re Onto Me auf der Videoplattform Periscope.
Aufgrund eines Tweets von Allen im Frühling 2016 wurde angenommen, dass das vierte Album den Titel The Fourth Wall trägt. Später entschied sie sich dazu, ihr kommendes Album in No Shame umzubenennen.
Die Single Trigger Bang, die Allen gemeinsam mit dem britischen Rapper Giggs aufgenommen hatte, ist ihre erste Single nach über drei Jahren. Das Album No Shame erschien am 8. Juni 2018.

## Diskografie

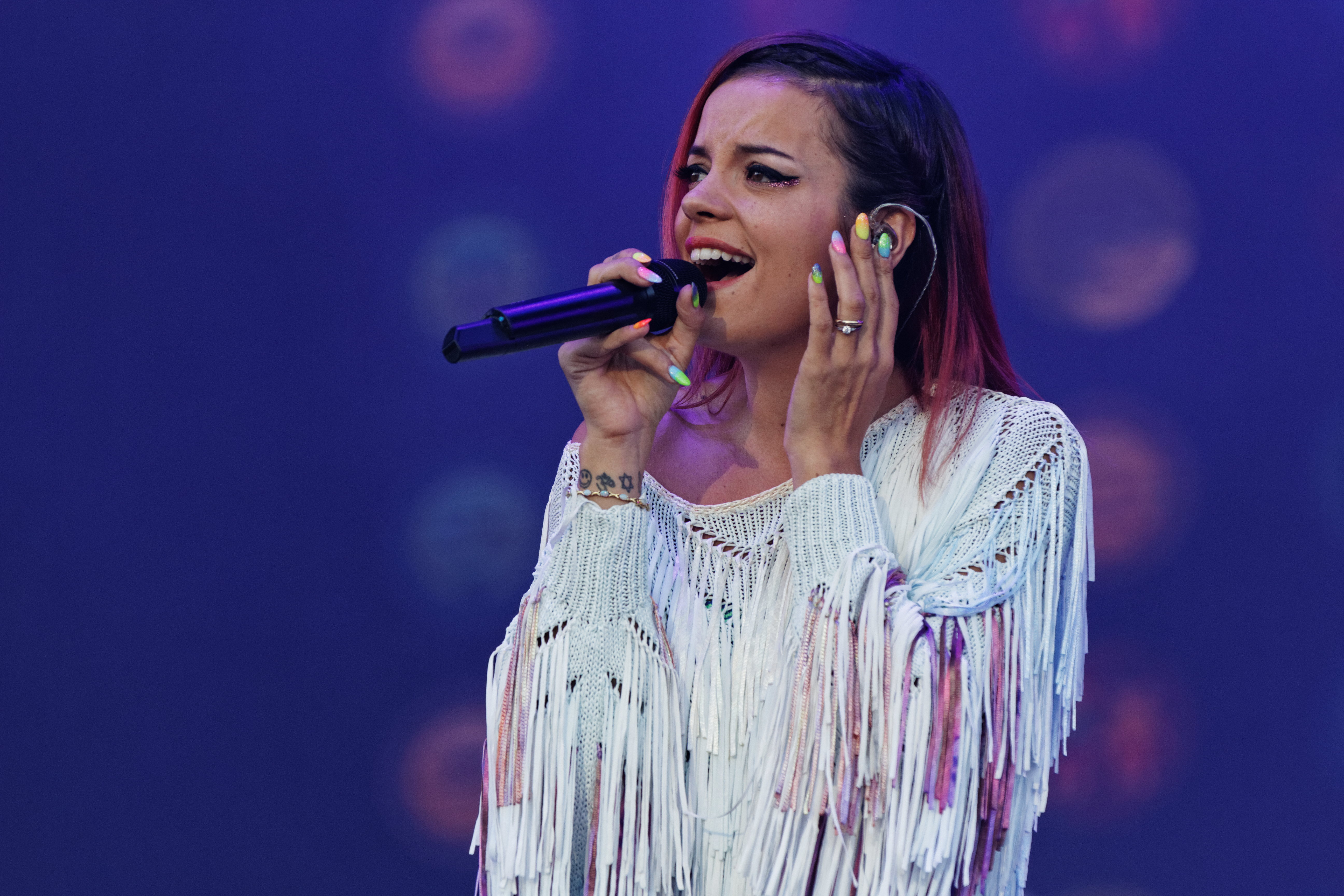
Allen auf dem Vieilles Charrues Festival 2014 in Carhaix-Plouguer

Studioalben

| Jahr | Titel                 | Höchstplatzierung, Gesamtwochen, AuszeichnungChartplatzierungen (Jahr, Titel, Platzierungen, Wochen, Auszeichnungen, Anmerkungen) | Höchstplatzierung, Gesamtwochen, AuszeichnungChartplatzierungen (Jahr, Titel, Platzierungen, Wochen, Auszeichnungen, Anmerkungen) | Höchstplatzierung, Gesamtwochen, AuszeichnungChartplatzierungen (Jahr, Titel, Platzierungen, Wochen, Auszeichnungen, Anmerkungen) | Höchstplatzierung, Gesamtwochen, AuszeichnungChartplatzierungen (Jahr, Titel, Platzierungen, Wochen, Auszeichnungen, Anmerkungen) | Höchstplatzierung, Gesamtwochen, AuszeichnungChartplatzierungen (Jahr, Titel, Platzierungen, Wochen, Auszeichnungen, Anmerkungen) | Anmerkungen                           |
| Jahr | Titel                 | DE | AT | CH | UK | US | Anmerkungen                           |
| ---- | --------------------- | --- | --- | --- | --- | --- | ------------------------------------- |
| 2006 | Alright, Still        | — | — | CH53 (9 Wo.)CH | UK2 ×4Vierfachplatin · (98 Wo.)UK                                                                                                 | US20 Gold · (36 Wo.)US | Erstveröffentlichung: 14. Juli 2006   |
| 2009 | It’s Not Me, It’s You | DE17 (38 Wo.)DE | AT21 (30 Wo.)AT | CH6 Gold · (53 Wo.)CH | UK1 ×4Vierfachplatin · (76 Wo.)UK                                                                                                 | US5 (21 Wo.)US | Erstveröffentlichung: 6. Februar 2009 |
| 2014 | Sheezus               | DE20 (2 Wo.)DE | AT23 (2 Wo.)AT | CH16 (5 Wo.)CH | UK1 Gold · (16 Wo.)UK | US12 (4 Wo.)US | Erstveröffentlichung: 2. Mai 2014     |
| 2018 | No Shame              | DE65 (1 Wo.)DE | — | CH26 (1 Wo.)CH | UK8 (3 Wo.)UK | US168 (1 Wo.)US | Erstveröffentlichung: 8. Juni 2018    |

## Auszeichnungen
- Digital Music Awards 2006
  - Best Pop Artist
- NME Awards 2007

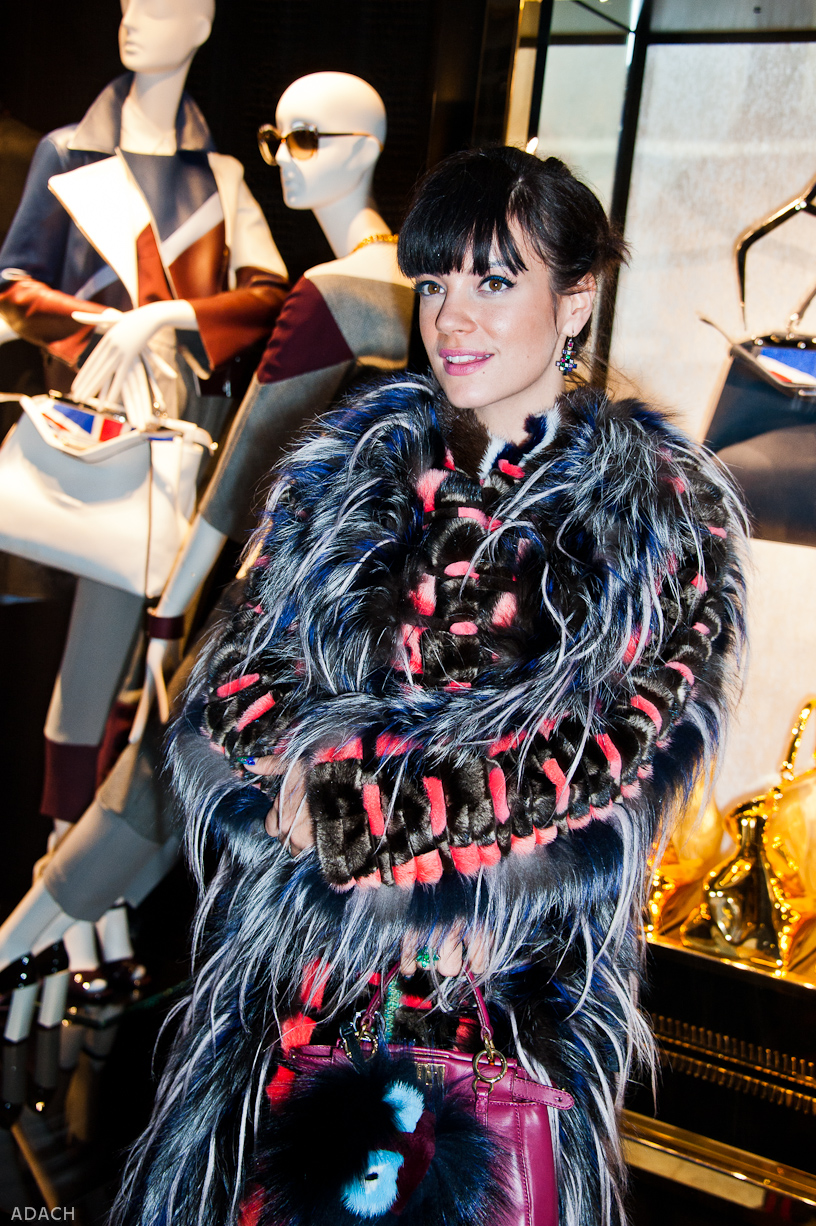
Allen (2014)

  - Schlechteste Kleidung (Worst Dressed)
- Glamour Women of the Year Awards 2008
  - Editors Special Award
- BMI Awards 2008
  - für Smile
- BRIT Awards 2010
  - British female solo artist